# Infanterie

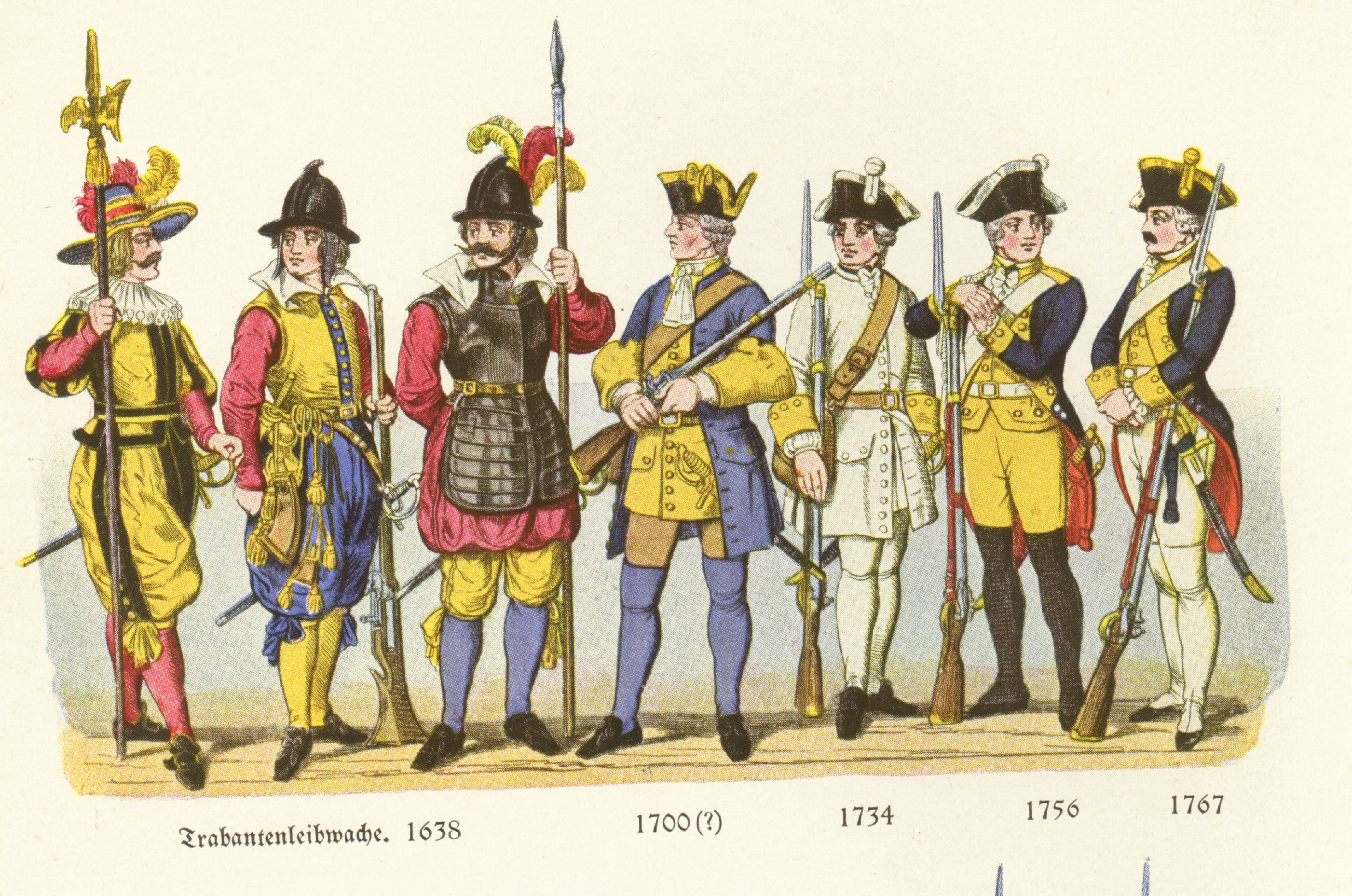
Diverse infanterie van de 17e tot 18e eeuw (hellebaardier, arkebusier, piekenier, en mix van musketiers en grenadiers)

De infanterie zijn de militairen die te voet vechten. Synoniemen zijn voetvolk en grondtroepen. De infanterie, de cavalerie en de artillerie zijn de belangrijkste onderdelen van klassieke legers.
De infanterie kan op verschillende manieren op het slagveld arriveren. Ook de inzet van infanterie op het slagveld kan variëren, individueel of in een verscheidenheid aan formaties.
Infanterie kan op verschillende manieren bewapend zijn, en de bewapening en uitrusting varieert door de tijd. In de klassieke oudheid en de middeleeuwen kon de infanterist gewapend zijn met zwaard, speer, hellebaard, boog, kruisboog of andere persoonlijke wapens. Aan het eind van de middeleeuwen verscheen het musket op het slagveld. De onnauwkeurigheid van dit wapen vereiste de massale inzet van musketiers in formaties, waarbij de schoten tegelijkertijd werden afgevuurd.
In moderne legers zijn infanteristen gewapend met geweren of moderne snelvuurwapens als de M16 of AK-47.

## Klassieke oudheid

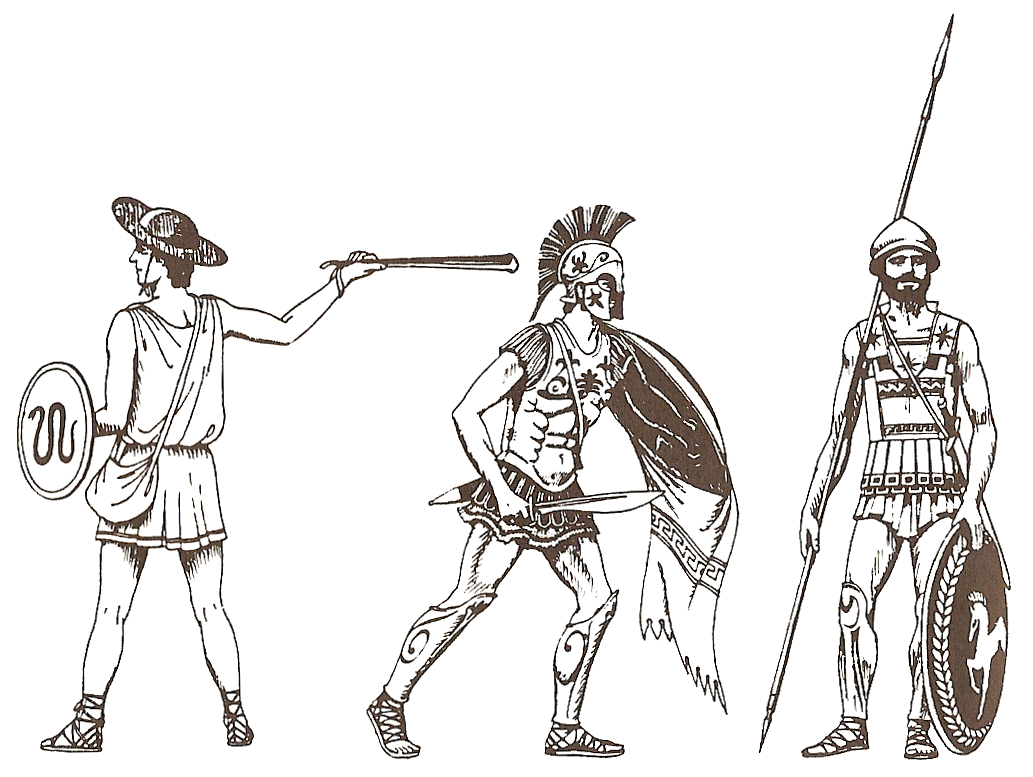
Oudgriekse infanterie van de Grieks-Perzische oorlogen (499-449 v.Chr.): lichte infanterie (links, met slinger), en de zware infanterie (midden en rechts, hoplieten)

De Grieken waren waarschijnlijk niet de eersten, maar staan wel bekend als volk waarvan de infanterie opgesteld werd in een vaste formatie, namelijk de falanx. De falanx vormde een gesloten infanterieformatie, waarbij alle soldaten met dezelfde functie identiek bewapend waren. Onder Alexander de Grote was deze formatie instrument voor het veroveren van een wereldrijk. Griekse legers beschikten over cavalerie, maar waren hoofdzakelijk infanterielegers.
Ook de Romeinse legers kenmerkten zich door een vaste eenheid en uitrusting voor hun infanterie, namelijk het legioen. Het legioen, 4500-6000 man sterk, had de beschikking over 100-300 cavaleristen voor verkenningswerkzaamheden. Het succes van de legioenen was het resultaat van de training en discipline van de individuele soldaten, de professionele organisatie en de flexibele mogelijkheden tot inzet. Na de ondergang van Rome veranderde Byzantium later de organisatie, waarbij de cavalerie een grotere plaats kreeg.

## Middeleeuwen
Na de ondergang van het Romeinse Rijk verschoof de nadruk op het slagveld naar de cavalerie. De ridder werd in Europa de dominerende persoon op het slagveld. Met zijn hoge positie te paard, zijn relatieve onkwetsbaarheid voor pijlen door zijn zware bepantsering was het voor infanteristen vrijwel onmogelijk het tegen hem op te nemen.
Een uitzondering ontstond wanneer de infanterie goed getraind en geleid werd, zoals in de slag bij Hastings, de Guldensporenslag en bij de hussieten onder Jan Žižka. De opkomst van de piekeniers in gesloten formatie betekende een direct teruggrijpen op de falanx van de Grieken. De Zwitsers boekten hiermee grote successen. De Duitse landwehr was een poging de Zwitserse successen te imiteren, maar bij onderlinge 'ontmoetingen' wonnen steeds de Zwitsers.

## Renaissance
De opkomst van het vuurwapen gaf de infanterist weer een wapen waarmee hij het pantser van de ridder kon doorboren, namelijk het musket. Als gevolg hiervan beleefde ook de infanterist een renaissance op het slagveld. Aanvankelijk werd de musketier beschermd door piekeniers in gesloten formaties als de Spaanse tercio, met het toenemen van de vuursnelheid van het musket en de toevoeging van de bajonet verviel deze noodzaak.
Voor de redenen waarom het musket het won van de Engelse lange boog, zie het artikel: longbow

## Napoleon

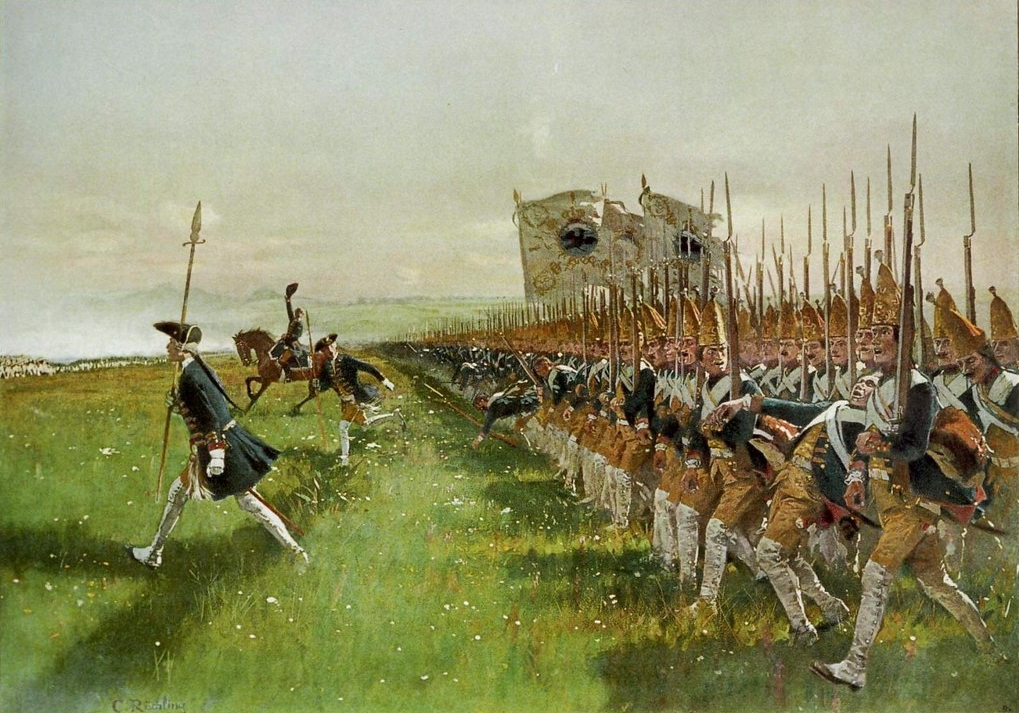
Pruisische infanterie in 1745

De napoleontische tijd zag een dominantie van de infanterie op het slagveld. De infanterie was gegroepeerd in bataljons, die zich afhankelijk van de omstandigheden op het slagveld in verschillende formaties opstelden:
- Linie: alle soldaten van een eenheid stonden naast elkaar. Meestal stonden er drie rijen achter elkaar. Dit was een typische verdedigingsformatie: alle soldaten konden tegelijk met hun musket schieten. Salvo's waren nodig, want musketten waren onnauwkeurig.
- Carré: Deze formatie werd gebruikt als verdediging tegen aanstormende cavalerie.
- Colonne: Deze bestond in twee soorten. De ene was voor marcheren, wanneer een eenheid naar het slagveld toeliep. De andere was voor op het slagveld zelf: de mannen werden dicht opeengepropt, niet schieten, maar met de bajonet erop los.
- ordre mixte: deze formatie was een combinatie van linie en colonne. Van een regiment met drie bataljons werd er een in linie opgesteld, terwijl de twee andere in colonne hierachter volgden. Deze formatie werd vooral in de Franse legers gebruikt.

Hiernaast was er:
- Lichte infanterie (Frans: chasseurs, Engels: skirmishers, Duits: Jäger, Nederlands: Jagers): de soldaten bewogen naar eigen inzicht over slagveld, optimaal gebruik makend van terreindekking. Een voorloper hiervan waren de Oostenrijkse Grenzers.

## Eerste Wereldoorlog

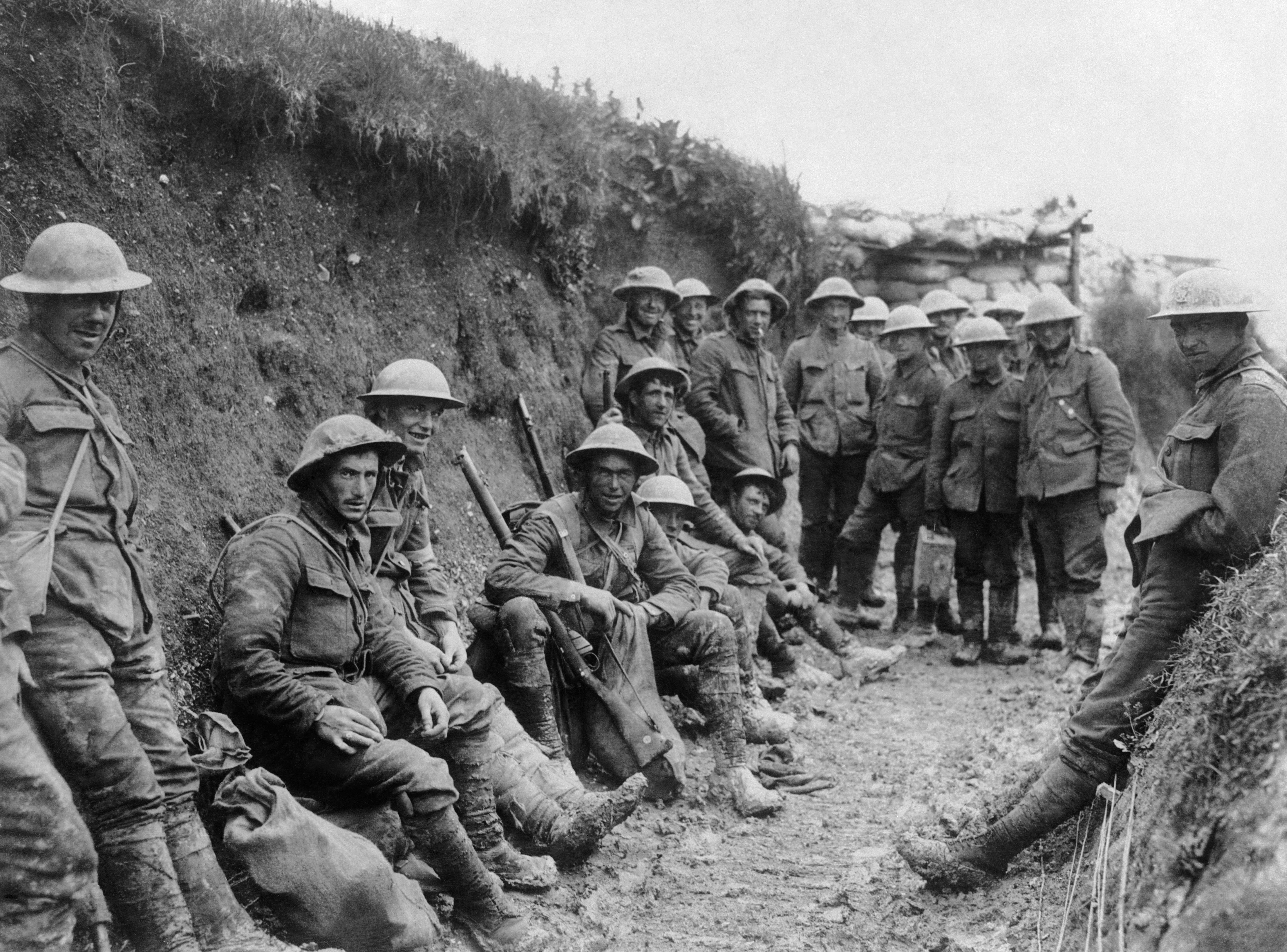
Ierse infanterie in 1916

Tot het midden van de 19e eeuw verplaatste de infanterie zich te voet naar het slagveld, maar daarna wordt deze taak meer en meer door de spoorwegen overgenomen. In de Eerste Wereldoorlog toonden de Fransen bovendien het effect van gemotoriseerde infanterie toen de Duitsers Parijs bedreigden. Gebruikmakend van 600 gevorderde taxi's, werden 6000 reserve-infanteristen vanuit Parijs naar posities enkele tientallen kilometers naar het noorden verplaatst om in de Eerste Slag bij de Marne een bres te slaan in een lacune tussen de verschillende oprukkende Duitse legers.
De gebruikelijke infanterietactieken aan het begin van de Eerste Wereldoorlog waren in principe weinig veranderd sinds het midden van de 19e eeuw, maar de sterke verbetering van de nauwkeurigheid en vuursnelheid van vuurwapens en artillerie tegen het eind van die eeuw zorgde ervoor dat de traditionele massale formaties niet langer geschikt waren. In de napoleontische tijd kon een infanterist met een musket misschien twee of drie schoten per minuut afvuren, die tot op misschien honderd meter enigszins kans maakten doel te treffen. In 1914 konden repeteergeweren zoals elke infanterist droeg, tien tot vijftien schoten per minuut lossen, en tot 1000 meter of meer nauwkeurig zijn; mitrailleurs haalden 600 schoten per minuut per wapen, en konden dit bijna onbeperkt volhouden zolang er munitie aangevoerd kon worden. Daarnaast kon artillerie nu indirect vuren met veel meer nauwkeurigheid dan vroeger, en verschoot men brisante granaten die bij inslag ontploften. Door deze redenen ontstond de loopgravenoorlog omdat het voor infanterie zelfmoord was om tegen een vijand met zulke wapens op te rukken over open terrein.
In de loop van deze oorlog werden nieuwe infanterietactieken ontwikkeld, die men toentertijd aanduidde als "infiltratie": soldaten in kleine groepen gebruikten handvuurwapens, handgranaten en zelfs bajonetten om snel in de vijandelijke loopgraven door te dringen en ze zo te veroveren, in plaats van massale stormlopen erop uit te voeren.

## Tweede Wereldoorlog

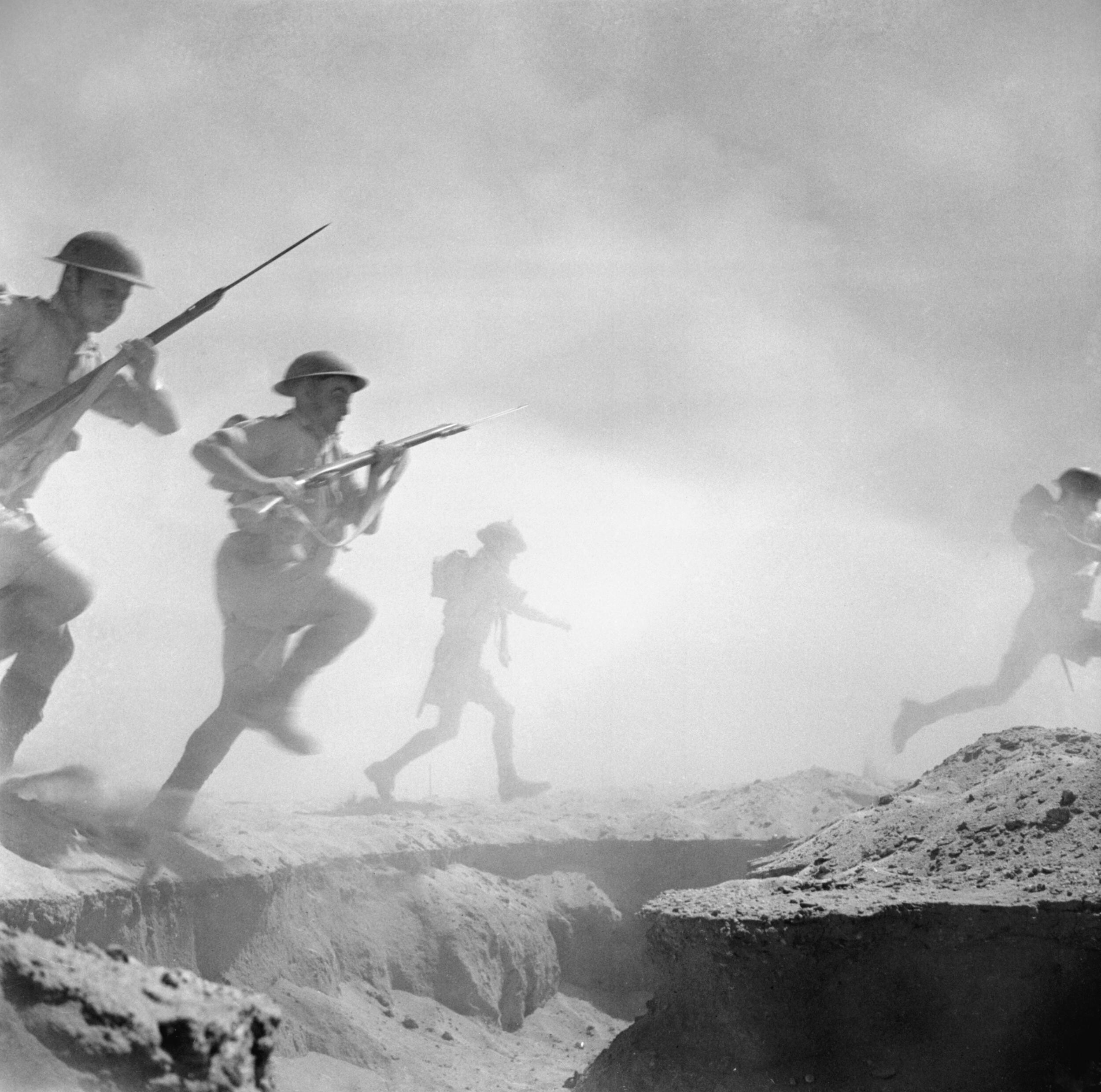
Britse infanterie in El Alamein, 1942

In de Tweede Wereldoorlog bleek de noodzaak om de infanterie enerzijds te beschermen (gepantserde infanterievoertuigen) en anderzijds snel te laten oprukken bij tankdoorbraken. Tevens is een nieuwe manier van inzet geboren: paratroepen zijn infanteristen die door middel van parachutes achter de vijandelijke linies kunnen worden gedropt.

## Hedendaagse infanterie

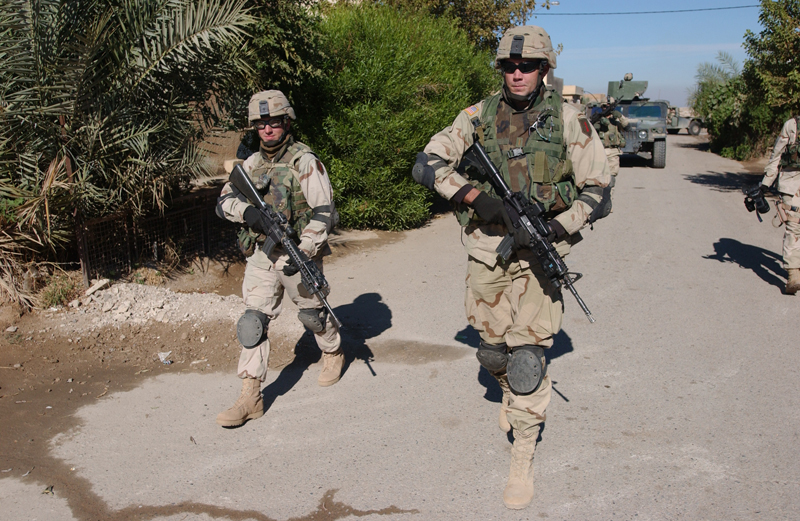
Moderne infanterie (Irak, 2004)

De hedendaagse infanterie, die zich voortbeweegt door middel van machines, waaronder infanteriegevechtsvoertuigen, wordt gemechaniseerde infanterie of pantserinfanterie genoemd. De infanterie die wordt ingezet door middel van vliegtuigen of helikopters wordt luchtmobiele infanterie of luchtlandingstroepen genoemd. In de moderne oorlogvoering worden infanterie-operaties vaak gecombineerd met die van de marine, luchtmacht, cavalerie (tanks) en artillerie.